# 奥福特峡湾
奥福特峡湾是挪威海的一个峡湾，位于北极圈以北200公里处，全长78公里，是挪威第12长的峡湾，最深处为553公尺，深度位列挪威第18位。峡湾两侧主要的城镇为纳尔维克，在很多历史文献中被称为“纳尔维克峡湾”。

## 地理
奥福特峡湾是诺尔兰郡最长的峡湾，也是北挪威第四长峡湾，以奥福特县命名。切尔德桑德和埃沃内斯位于北岸，纳尔维克位于西面，巴朗恩位于南岸。

## 生态
奥福特峡湾海洋生物丰富，冬天有大量的青鱼。这些青鱼吸引虎鲸的到来。潜水员偶尔在峡湾观察到欧洲龙虾，是世界上最北发现该生物的地方。鳕鱼和绿青鳕是一年四季常见的鱼类。七月到九月中旬很多鲭鱼在这里出没。白尾海雕和水獭数量回升，全年都可以看到鸥。很多候鸟在夏天抵达这里，如蛎鹬和苍鹭。